# Minim (đơn vị)
Minim (viết tắt min, ♏ hoặc ♍) là một đơn vị thể tích trong cả hai hệ thống đo lường thông thường của đế quốc và Hoa Kỳ. Cụ thể nó bằng 1⁄60 của một dram chất lỏng hoặc 1⁄480 của một ounce chất lỏng. Trong Dược điển, người ta cũng lưu ý rằng mức tối thiểu ban đầu được tạo ra bởi ông Timothy Lane, FRS, là 61440 phần mỗi gallon rượu. 
Minim được giới thiệu trong phiên bản 1809 của he Pharmacopœia of the Royal College of Physicians of London như một sự thay thế cho giọt, trước đây là đơn vị nhỏ nhất trong hệ thống của các nhà bào chế. Nó đã được quan sát thấy rằng kích thước của một giọt có thể thay đổi đáng kể tùy thuộc vào độ nhớt và trọng lượng riêng của chất lỏng. (Vào thời điểm đó, hiện tượng căng bề mặt chưa được hiểu rõ). Mặt khác, minim được đo bằng ống thủy tinh chia độ được gọi là "minim kế", sau này được gọi là ống minim. Ống minim là một loại pipet chia độ, một thiết bị được phát minh vào năm 1791 bởi François-Antoine-Henri Descroizilles.
Đơn vị bào chế thuốc được xác định đầy đủ trong Luật Trọng lượng và Đo lường của Vương quốc Anh năm 1878, nhưng năm 1963 cân đo của Anh Act quy định việc bãi bỏ thiểu, đơn vị trọng lượng chất lỏng, và một số ít chất lỏng, tất cả đã trở nên lỗi thời. Sự ủy thác thực tế xảy ra vào ngày 1 tháng 2 năm 1971.
Việc sử dụng minim, cùng với các phép đo khác như vậy, đã bị giảm đi do việc áp dụng hệ mét và ngay cả ở các quốc gia ít số liệu nhất, dược phẩm phần lớn được đo lường và hệ thống của các nhà bào chế bị phản đối. Các đơn vị có thể hiếm khi tồn tại ở một số quốc gia trong việc đo liều lượng thuốc.